# IRT9番街線脱線事故

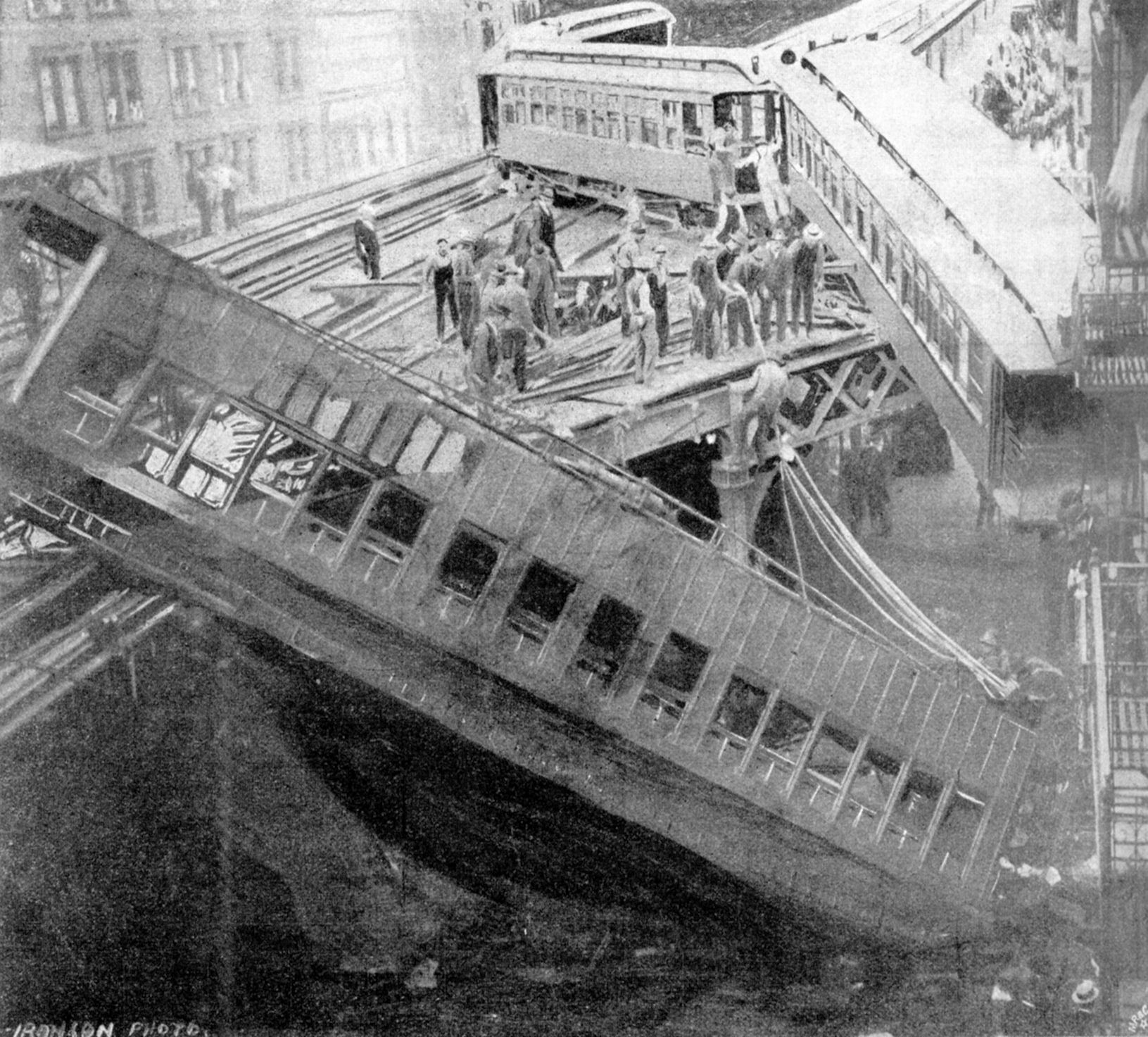
脱線した列車の撤去作業を撮影。奥にみえる4両目の車輌が、辛うじて進行上の正しい位置にて留まっている。（1905年11月2日撮影）

IRT9番街線脱線事故（IRT9ばんがいせんだっせんじこ、英：IRT Ninth Avenue Line derailment）は1905年9月11日にIRT9番街線で発生したニューヨーク市の高架鉄道において最悪の事故である。事故により13人が死亡、48人が重傷を負った。

## 事故現場の概況
IRT9番街線は53丁目でIRT6番街線と分岐しており、南行列車は分岐点の信号扱掛に対し分岐を曲がる6番街線列車であるか分岐を直進する9番街線列車であるかを判別させるために列車の前面に円盤状の看板を取り付けていた。

## 事故
1905年9月11日の朝ラッシュ時間帯、6番街線列車の続行であった9番街線列車に対し、信号扱掛が誤って6番街線への進路を設定した。6番街線方面へは制限速度9mph (14km/h) の急カーブとなっていたが、列車は制限速度を大幅に超過した30mph (48km/h) で進入した。進路の異常に気が付いた運転士ポール・ケリーは非常ブレーキを使用したが間に合わず、先頭車両は辛うじて線路上に留まったものの、2両目は脱線し、片側が高架下の通りに転落、もう片側が高架橋に残る形となった。また、2両目はサードレールに車体が接触したため、火災も発生した。
車両の屋根が引きちぎられたため、多くの乗客は下の通りへ転落した。また数名が3両目の車体から脱落したモーターなどの下敷きとなった。なお、数名の乗客は窓から脱出することができた。2両目より後方の車両も脱線したが、全車両とも転落することはなく高架橋上に留まっていた。
この事故で発生した死者・重傷者は全て2両目の乗客であり、死者は13人、重傷者は48人であった。また、下の通りで勤務していた警察官も負傷している。

## 余波
9月23日、高速輸送鉄道委員会 (Rapid Transit Railroad Commission) の発表した報告書では事故の原因は運転士のケリーおよび信号扱掛のコーネリアス・ジャクソンの双方にあったとされた。10月2日、検死陪審員は運転士・信号扱掛の双方に事故の責任があるとした。ケリーは列車の正面には9番街線列車であることを示す標識を出していたと主張し、ジャクソンは標識は無かったと主張した。車掌のJ・W・ジョンソンは当該列車が事故現場に進入するまでに停車した全ての駅の駅員は列車を9番街線列車と認識しており、かつジョンソン自身が標識を設置していたためケリーに責任は無いと主張し、会社側も同じようにケリーに責任は無いと主張した。しかし、検死陪審員はケリーは信号機が6番街線への進路を示していたことから分岐点進入前から進路の異方向開通が分かっていたこと、列車の速度が速すぎることなどを理由にケリーにも責任があると主張した。しかしながら、事故の後に行方不明となったケリーは、最後の1秒でジャクソンが進路を変更しケリーの列車を異線に進入させたと非難し、他の路線へ運転士業務に戻ることを強制し会社に迷惑を掛けた。しかし、結局ケリーは運転士業務に戻ることはできなかった。彼の説明によると、59丁目駅に停車中に駅員から次の停車駅を42丁目駅に変更し50丁目駅を通過することとの通達を受けており、50丁目駅を通過することに気を取られていた結果信号機の現示に分岐点進入直前まで気付くことができず、ブレーキを掛けるのが遅れ事故が発生したとした。ケリーは事故から2年後の1907年6月にサンフランシスコで発見され逮捕された。
1909年2月にケリーは別の受刑者と共にシンシン刑務所から脱獄したが、受刑者が病気に掛かった際に一人で逃亡を続けることを拒みその後二人とも逮捕された。